# Торстенсен рат
Торстенсен рат или Шведско-дански рат 1643-1645. године део је Тридесетогодишњег рата и вођен је између Шведског царства и Данска-Норвешке.

## Рат
Шведска и Данска биле су савезнице, али је Данска 1643. године раскинула савез, пришла Русима и Немцима и објавила рат Шведској настојећи да јачом флотом (око 70 ратних и знатан број помоћних бродова) разбије слабију шведску флоту, састављену од мањег броја сопствених и 30 унајмљених холандских ратних бродова.
Данци су 16. маја 1644. године пресрели и код острва Силта поразили холандске бродове. Кад су 1. јула Швеђани покушали поморски десант на данске отоке у намери да заузму острво Селанд, дошло је до неодлучне битке код Колбергер Хајдеа, па су Швеђани одустали од десанта. Група од 9 данских бродова упутила се тада да пресретне 24 холандска брода, али су они ипак успели да се придруже шведској флоти.
Након тога, прикупљена шведско-холандска флота (42 брода) неочекивано се појавила и 11. октобра код острва Лоланда пресрела данску ескадру (17 бродова); у бици која се због лошег времена одиграла два дана касније, данска ескадра је скоро потпуно уништена. Тако је завршен први ратни сукоб Шведске и Данске.